# Норман Пауел
Норман Пауел (енгл. Norman W. C. Powell; Сан Дијего, Калифорнија, 25. мај 1993) амерички је кошаркаш. Игра на позицијама бека и крила, а тренутно наступа за Мајами хит.

## Каријера

### Колеџ
Пауел је од 2011. до 2015. године играо за УКЛА бруинсе, кошаркашки тим Универзитета Калифорније у Лос Анђелесу. У дресу Бруинса уписао је 141 наступ, а просечно је по утакмици постизао 9,8 поена, хватао 3 скока, прослеђивао 1,5 асистенција и имао 1,1 украдену лопту. У сезони 2014/15. изабран је за члана прве поставе идеалног тима Pac-12 конференције.

### Торонто репторси (2015—2021)
На НБА драфту 2015. године Милвоки бакси су изабрали Пауела као 46. пика. Међутим, одмах је дошло до размене између Милвоки бакса и Торонто репторса. Бакси су тада добили Грејвиса Васкеса, а Репторсима су послали права на Пауела и права на пика прве рунде на драфту 2017. године. Дана 15. јула 2015. године Пауел је са Торонтом потписао руки уговор. Током сезоне 2015/16. прослеђиван је и на позајмице у Репторсе 905, филијалу Торонта у НБА развојној лиги.
Почетком октобра 2017. године Пауел је са Репторсима потписао четворогодишњи продужетак уговора вредан 42 милиона долара. Овај продужетак сарадње ступио је на снагу од лета 2018. године.

### Портланд трејлблејзерси (2021—)
Репторси су 25. марта 2021. обавили размену са Трејлблејзерсима. Том приликом су Пауела проследили у Портланд, а отуд су заузврат добили Гарија Трента и Роднија Худа.

## Успеси

### Клупски
- Торонто репторси:
  - НБА (1): 2018/19.